# Gare de Magland
La gare de Magland est une gare ferroviaire française de la ligne de La Roche-sur-Foron à Saint-Gervais-les-Bains-Le Fayet, située sur le territoire de la commune de Magland, dans le département de la Haute-Savoie, en région Auvergne-Rhône-Alpes.
Elle est mise en service en 1898 par la Compagnie des chemins de fer de Paris à Lyon et à la Méditerranée (PLM). C'est une halte voyageurs de la Société nationale des chemins de fer français (SNCF), desservie par les trains de la ligne L3 du RER transfrontalier Léman Express, et par les trains régionaux TER Auvergne-Rhône-Alpes.

## Situation ferroviaire
Établie à 506 mètres d'altitude, la gare de Magland est située au point kilométrique (PK) 31,390 de la ligne de La Roche-sur-Foron à Saint-Gervais-les-Bains-Le Fayet, entre les gares ouvertes de Cluses et de Sallanches - Combloux - Megève, s'intercalent les gares fermées de Balme-Arâches et d'Oëx.
Située sur une ligne à voie unique, c'est une gare d'évitement qui dispose d'une deuxième voie pour le croisement des trains.

## Histoire

### Histoire de la gare
La réception de la ligne a lieu le 2 juin 1898, le train d'inspection des ingénieurs parcourt l'ensemble de la ligne, qui comporte trois gares : Magland, Sallanches, Le Fayet, et trois stations : Balme, Oëx et Domancy. La « gare de Magland » est mise en service le 15 juin 1898 par la Compagnie des chemins de fer de Paris à Lyon et à la Méditerranée (PLM) lorsqu'elle ouvre à l'exploitation la section de Cluses à Saint-Gervais-les-Bains-Le Fayet.

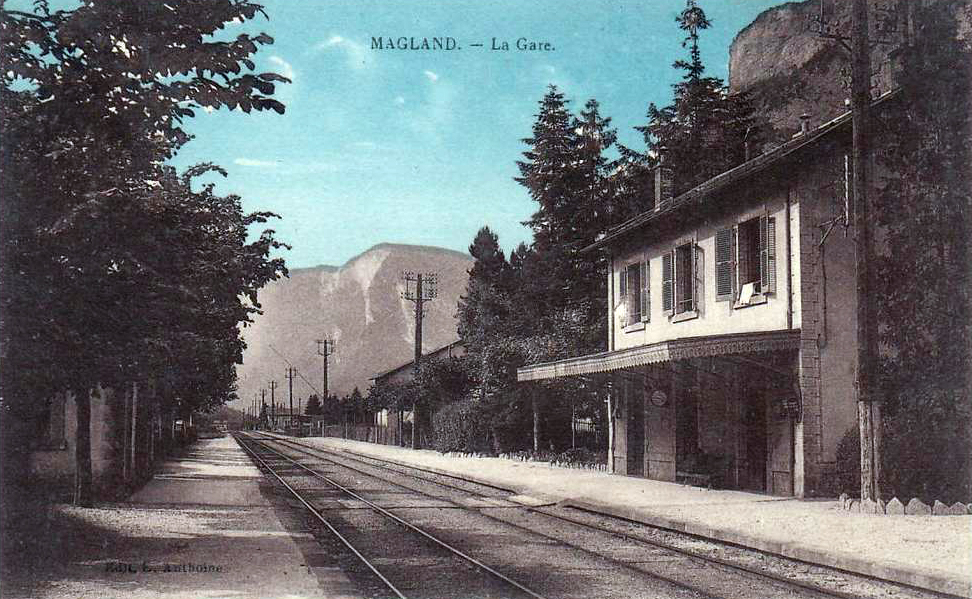
La gare vers 1900.

La gare de Magland figure dans la nomenclature 1911 des gares, stations et haltes, de la Compagnie des chemins de fer de Paris à Lyon et à la Méditerranée. Elle porte le no 21 de la ligne de La Roche-sur-Foron à Saint-Gervais-les-Bains-Le Fayet.

### Historique de desserte

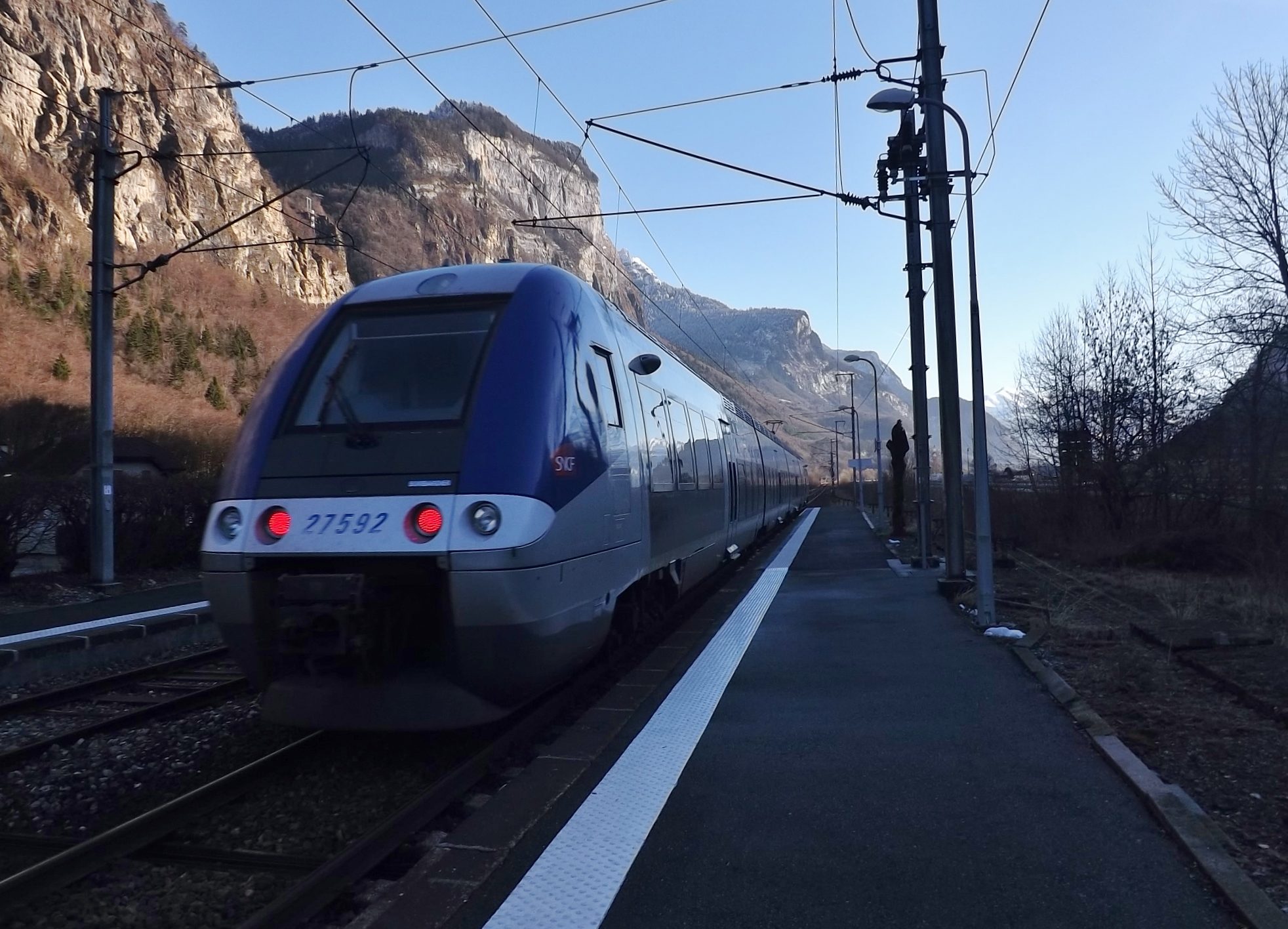
Un TER pour Saint-Gervais-les-Bains en gare.

- 20 novembre 2006 : mise en service des rames automotrices à deux niveaux de la série Z 23500 de la SNCF entre Genève-Eaux-Vives et Saint-Gervais-les-Bains-Le Fayet.
- 9 décembre 2007 : mise en service de la première phase de l'horaire cadencé sur l'ensemble du réseau TER Rhône-Alpes et donc pour l'ensemble des circulations ferroviaires régionales.
- 27 novembre 2011 : dernier jour de la circulation Genève-Eaux-Vives et Saint-Gervais-les-Bains-Le Fayet pour cause de fermeture provisoire de la gare des Eaux-Vives en vue du projet de la ligne CEVA.
- 14 décembre 2019 : la relation quotidienne Saint-Gervais-les-Bains-Le Fayet ↔ Lyon-Part-Dieu (via Sallanches - Combloux - Megève – Cluses – Bonneville – La Roche-sur-Foron – Annemasse – Bellegarde – Culoz – Ambérieu-en-Bugey) devient saisonnière (uniquement les samedis d'hiver).
- 15 décembre 2019 : mise en service des rames automotrices Léman Express Coppet ↔ Saint-Gervais-les-Bains-Le Fayet (via Genève-Cornavin, Annemasse et La Roche-sur-Foron).

## Service des voyageurs

### Accueil
Halte SNCF, elle dispose d'un bâtiment fermé pour les voyageurs. Elle ne dispose d'aucun guichet ni automate pour la vente de billets, ni de composteur de billets, si bien qu'il est nécessaire de se signaler au contrôleur à bord du train pour acheter un billet ou pour faire composter le billet.

### Desserte
Depuis le 15 décembre 2019, la gare de Magland est desservie :
- par la ligne L3 du Léman Express sur la relation Coppet ↔ Genève-Cornavin ↔ Annemasse ↔ La Roche-sur-Foron ↔ Saint-Gervais-les-Bains-Le Fayet[8].

- par des trains TER Auvergne-Rhône-Alpes sur les relations :
  - Bellegarde ↔ Annemasse ↔ La Roche-sur-Foron ↔ Cluses ↔ Saint-Gervais-les-Bains-Le Fayet (en provenance de Lyon-Part-Dieu les samedis d'hiver) ;
  - Annecy ↔ La Roche-sur-Foron ↔ Cluses ↔ Saint-Gervais-les-Bains-Le Fayet[7].

### Intermodalité
Un parc pour les vélos et un parking pour les véhicules y sont aménagés. La gare est desservie par la ligne Y81 des Cars Région Haute-Savoie.

## Patrimoine ferroviaire
L'ancien bâtiment voyageurs, est composé d'un corps principal à trois ouvertures et un étage et une petite aile à une ouverture sous toiture à deux pans. L'abri de quais d'origine est également présent sur le site.